# Gadao

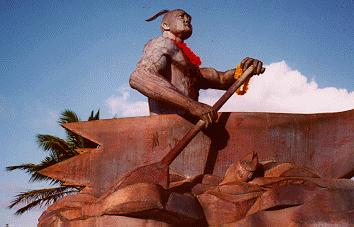
Estátua de bronze do Chefe Gadao, Inarajan, Guam.

Gadao é um lendário chefe da vila de Inarajan, no sul de Guam. Na língua chamorro da antiga Guam, tinha o título de maga'lahi, como homem de status mais elevado. 
Além de ser mencionado nas lendas locais, também deu o nome à Caverna do Chefe Gadao, onde foram encontradas pinturas rupestres; algumas histórias locais afirmam que teria sido o próprio Gadao a pintá-las, embora não exista qualquer base científica na afirmação.
Entre as lendas que mencionam o Chefe Gadao estão a Lenda dos Três Feitos de Força e a Lenda da Batalha entre Chefes.

## Outros chefes de Guam
- Kepuha ou Quipuha
- Mata'pang
- Hurao
- Mataquana